# Karl Gotthelf Lessing

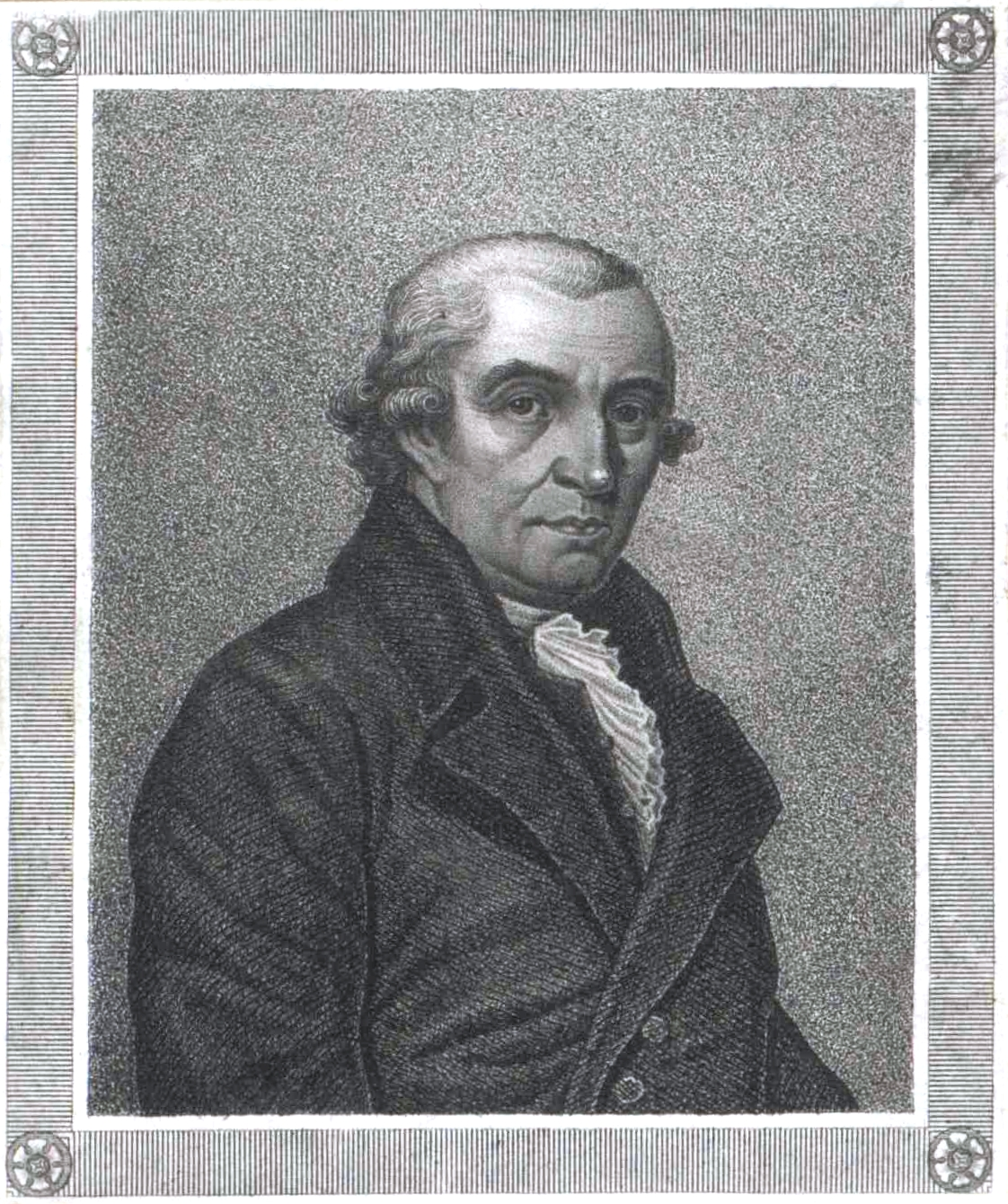
Karl Gotthelf Lessing

Karl Gotthelf Lessing (* 10. Juli 1740 in Kamenz; † 17. Februar 1812 in Breslau) war ein deutscher Münzdirektor, Komödienschreiber sowie der erste Biograph und Nachlassverwalter seines Bruders Gotthold Ephraim Lessing. Unter anderem war er der spätere Besitzer der Vossischen Zeitung, die zu diesem Zeitpunkt noch „Königlich Privilegirte Berlinische Zeitung von Staats- und gelehrten Sachen“ hieß.

## Leben
Karl Gotthelf Lessing war der Sohn des protestantischen Pfarrers Johann Gottfried Lessing (1693–1770), Verfasser theologischer Werke, und der Justine Salome Feller (1703–1777). Er war der wesentlich jüngere Bruder des deutschen Dichters Gotthold Ephraim Lessing, hatte weitere elf Geschwister und war der viertjüngste im Hause Lessing. Nach dem Besuch der Lateinschule in seiner Heimatstadt, bezog er 1756 die kurfürstliche Fürstenschule in Meißen und immatrikulierte sich 1761 an der Universität Leipzig, um ein Medizinstudium absolvieren zu wollen. Er wechselte in die juristische Fakultät, schloss dort aber nicht seine Studien ab, sondern begab sich 1765 zu seinem Bruder nach Berlin. Er heiratete eine der Erbinnen der Vossischen Zeitung Marie Friederike Voß (* 26. Dezember 1752; † 24. Oktober 1828), Nachfahrin des Gründers der Vossischen Zeitung Christian Friedrich Voß. Im Mai 1770 verschaffte ihm Moses Mendelssohn eine Assistentenstelle beim Berliner General-Münzdirektorium, im Jahr 1779 wurde er zum Münzdirektor in Breslau befördert. Die Münzunternehmer der preußischen Finanzverwaltung Daniel Itzig und Hirsch Simon bewogen ihn im Jahr 1781, die sogenannten Hoym-Münzen prägen zu lassen, die auf der Rückseite statt der gewöhnlichen Umschrift das Datum des Geburtstags des schlesischen Provinzialministers Karl Georg Heinrich von Hoym zeigten. 
Einer der Söhne Karl Gotthelf Lessings, Carl Friedrich Lessing der Ältere, Jurist und Kanzler des Fürsten Biron von Kurland in Polnisch Wartenberg, wurde der Vater des Zeitungsherausgebers Carl Robert Lessing, des Arztes Christian Friedrich Lessing und des Malers Carl Friedrich Lessing, dieser wiederum Vater der Maler Heinrich Lessing und Konrad Lessing und des Bildhauers Otto Lessing.
Karl Gotthelf Lessing starb am 17. Februar 1812 in Breslau, seine Ehefrau am 24. Oktober 1828 in Berlin.

## Schauspiele
- Der stumme Plauderer. Ein Komödie in drey Aufzügen. 1768
- Der Lotteriespieler, oder die fünf glücklichen Nummern. Ein Lustspiel in drey Aufzügen. 1769
- Der Wildfang. Eine Komödie in fünf Aufzügen. 1769
- Ohne Harleckin. Ein Possenspiel in einem Aufzug. 1769 (wurde später umgearbeitet zu Die Physiognomistinn ohne es zu wissen.)
- Die reiche Frau. Ein Lustspiel in fünf Aufzügen. 1776
- Der Bankrottier. Ein Lustspiel in fünf Aufzügen. 1777
- Ein Lustspiel in drey Aufzügen. 1778
- Die Mätresse. Ein Lustspiel in fünf Auszügen. 1780

## Übersetzungen (Auswahl)
- The Man of Feeling. Roman von Henry Mackenzie. 1774

## Zitat
„Denn Menschen vergnügt zu machen, 
heißt: sie in den glücklichsten Zustand setzen“

## Werke
- G. E. Lessings Leben, nebst seinem noch übrigen litterarischen Nachlasse. Berlin: 1793–1795 (3 Bände).
- Schauspiele von Karl Gotth. Leßing (Berlin: bey Christian Friedrich Voß 1778)
- Schauspiele von Karl Gotth. Leßing (Berlin: bey Christian Friedrich Voß und Sohn 1780)